# Золота липа (пам'ятка природи)
Золота́ ли́па — вікове дерево, ботанічна пам'ятка природи місцевого значення на вулиці Степана Бандери в місті Бучачі (Тернопільська область).
Зростає поблизу дороги, що веде з м. Бучача до смт Золотий Потік, за 50 м від адміністративного будинку Бучацького держлісгоспу.
Золота липа посіла 3 місце в номінації «Історичне дерево України» у всеукраїнському конкурсі «Національне дерево України» (2011).

## Пам'ятка
Оголошена об'єктом природно-заповідного фонду рішенням виконкому Тернопільської обласної ради від 14 березня 1977 № 131. Перебуває у віданні ДП «Бучацьке лісове господарство».
7 березня 2017 року, близько 8 ранку стовбур зруйнувався (розколовся) і пам'ятка фактично втрачена.

## Характеристика
Площа 0,02 га.
Під охороною — липа дрібнолиста віком 430 р., із середнім діаметром 185 см.

## Легенда
За легендою, тут у жовтні 1672 року підписаний Бучацький мирний договір між Туреччиною і Річчю Посполитою.

## Галерея

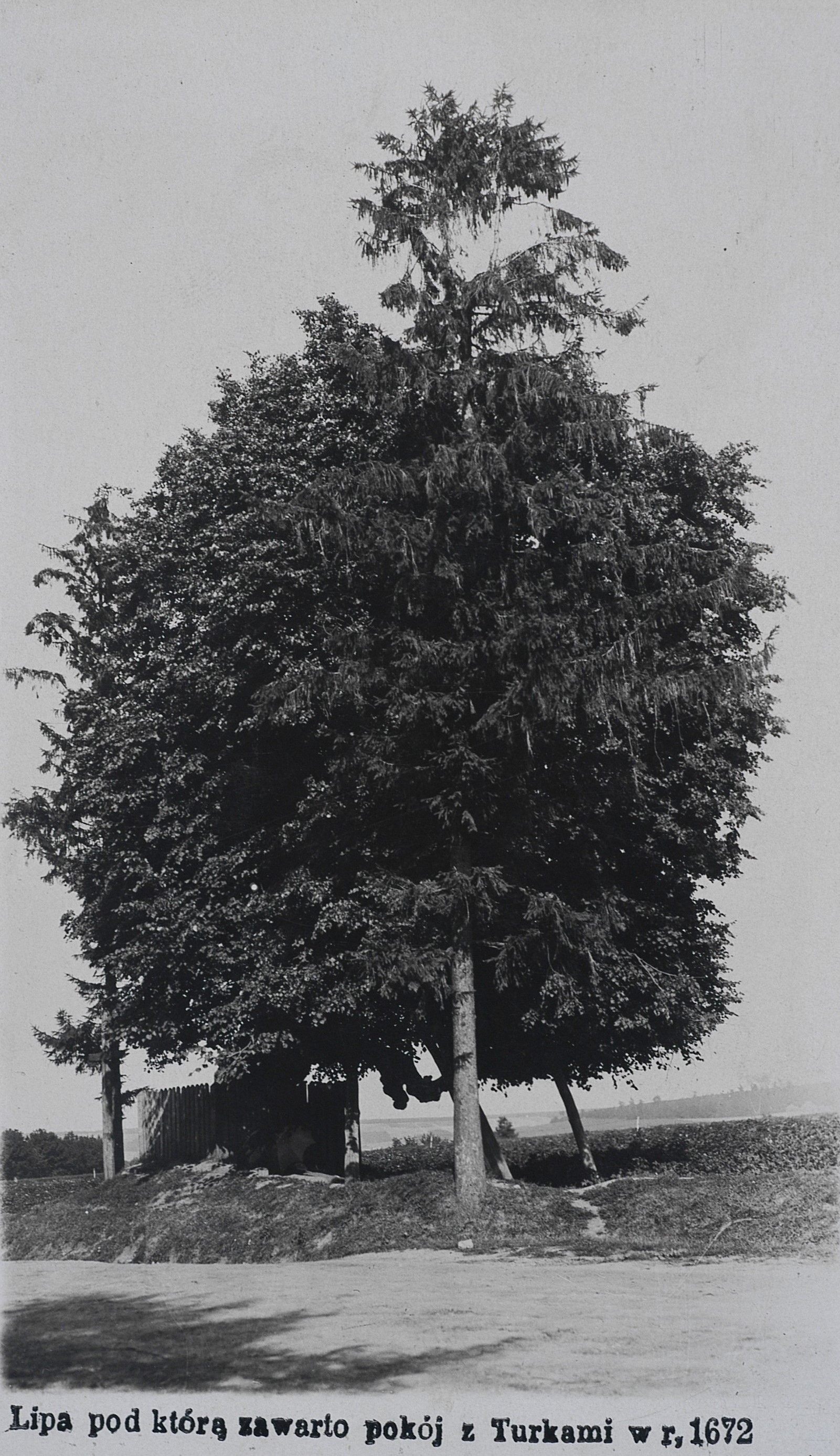
Золота липа у 1930 році
Золота липа у 2008 році
Золота липа у 2014 році
Золота липа у 2014 році
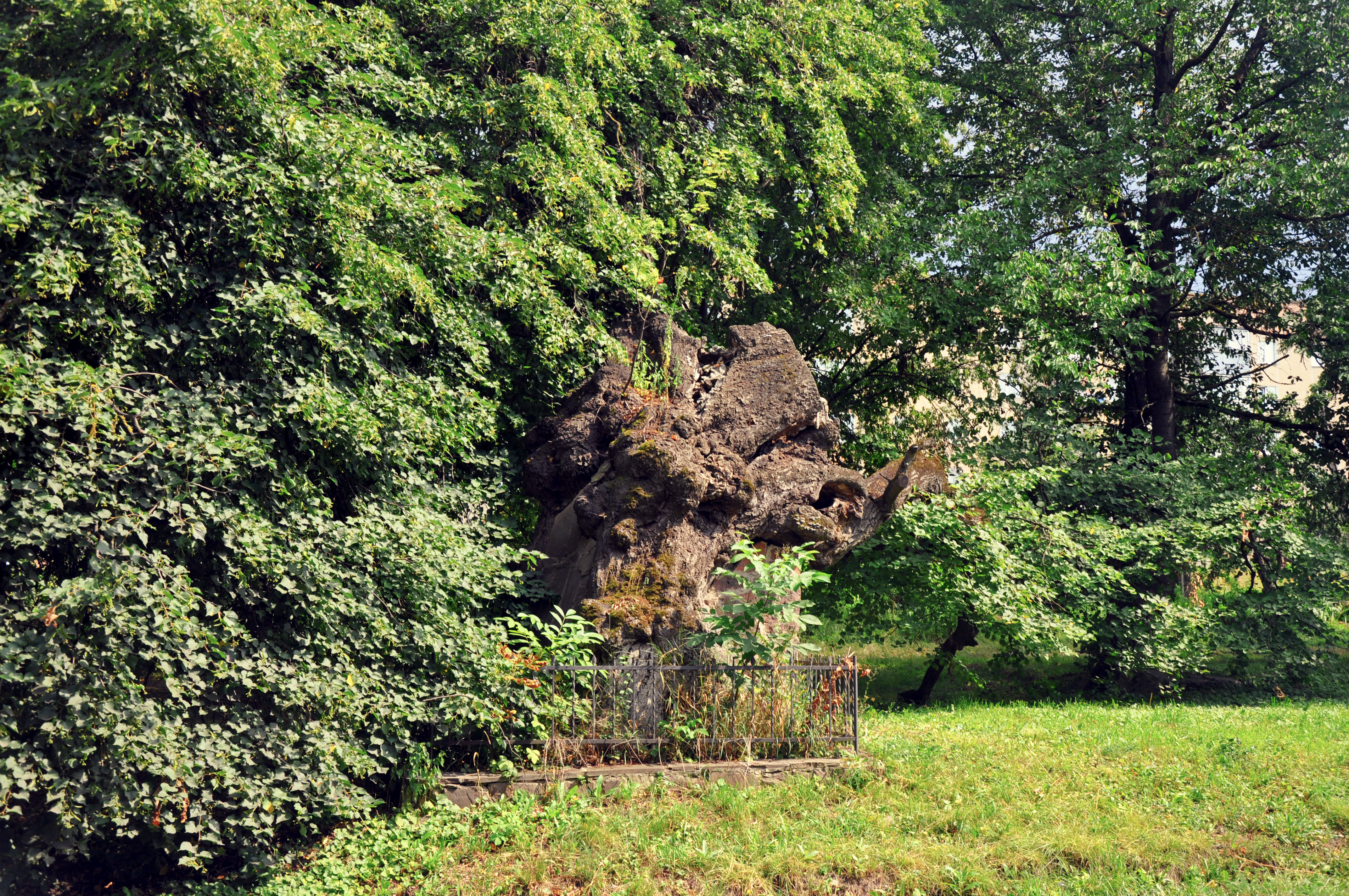
Золота липа у 2016 році